# Karl Gustaf Staaf
Karl Gustaf Vilhelm Staaf (6. april 1881 i Stockholm – 15. februar 1953 i Motala) var en svensk atlet og tovtrækker. 
Under OL i 1900 var Karl Gustav Staaf en del af det dansk/svenske tovtrækkerhold, som vandt en guldmedalje efter at have besejret Frankrig.
Han deltog også i hammerkast, stangspring, trespring og stående trespring.